# 김시우 (1994년)
김시우(1994년 1월 3일 ~ )는 대한민국의 축구 선수이다. 포지션은 미드필더이다. 개명 전 이름은 김정석이다.